# Vermeijius pallidus
Vermeijius pallidus is een slakkensoort uit de familie van de Fasciolariidae. De wetenschappelijke naam van de soort werd in 1961 voor het eerst geldig gepubliceerd door Kuroda & Habe.